# تحضر

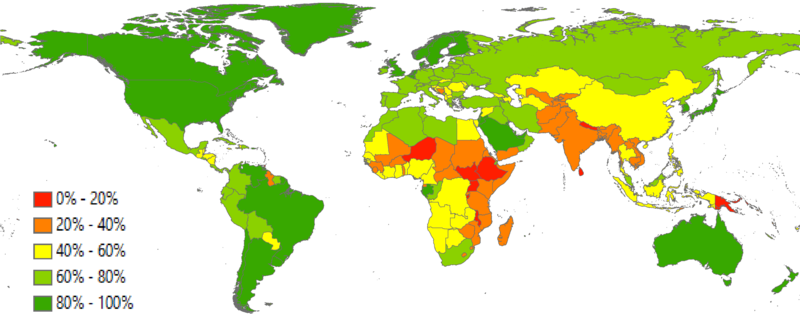
نسبة التحضر عالميًا في 2015.

يشير التَمَدُّنُ أو التحضر إلى التحول السكاني من المناطق الريفية إلى الحضرية، والزيادة التدريجية في نسبة السكان القاطنين في المناطق الحضرية، والوسائل التي يتكيف بها كل مجتمع مع هذا التغيير. وهي العملية التي يغلب عليها طابع تشكيل المدن والبلدات وغدوها أكبر حجمًا جراء بدء المزيد من الأشخاص في العيش في المناطق المركزية والعمل فيها. رغم استخدام المفهومين أحيانًا بالترادف، إلا أنه ينبغي التمييز بين التحضر والنمو الحضري: فالتحضر هو «إجمالي نسبة السكان القاطنين في مناطق مصنفة على أنها حضرية»، في حين يشير النمو الحضري إلى «العدد المطلق للأشخاص القاطنين في مناطق مصنفة على أنها حضرية». توقعت الأمم المتحدة أن يعيش نصف سكان العالم في المناطق الحضرية بحلول نهاية عام 2008. ومن المتوقع بحلول عام 2050 أن يتوسع حضريًا نحو 64% من دول العالم النامي ونحو 86% من دول العالم المتقدم. وهذا ما يعادل نحو 3 مليارات بحلول عام 2050، معظمهم في إفريقيا وآسيا. وعلى وجه الخصوص، توقعت الأمم المتحدة مؤخرًا أن يكون مجمل النمو السكاني العالمي تقريبًا من المدن في الفترة الممتدة من عام 2017 إلى عام 2030، أي نحو 1.1 مليار من سكان الحضر الجدد على مدى السنوات الثلاث عشرة المقبلة.
يرتبط التحضر بصلة وثيقة بمجموعة من الميادين، بما في ذلك التخطيط الحضري والجغرافيا وعلم الاجتماع والهندسة المعمارية والاقتصاد والصحة العمومية. وارتبطت هذه الظاهرة ارتباطًا وثيقًا بالتحديث والتحول الصناعي والعملية الاجتماعية المتمثلة بالعقلانية. ويمكن النظر إلى التحضر على أنه حالة محددة في وقت معين (على سبيل المثال، نسبة مجموع السكان أو المنطقة في المدن أو البلدات)، أو على أنه تفاقم في تلك الحالة بمرور الوقت. وبالتالي يمكن تحديد حجم التحضر إما عن طريق مستوى التنمية الحضرية نسبة إلى مجموع السكان أو من خلال معدل ارتفاع النسبة الحضرية من السكان على سبيل المثال. يولد التحضر تغيرات اجتماعية واقتصادية وبيئية هائلة تتيح فرصة للاستدامة مع «إمكانية استخدام الموارد بمزيد من الكفاءة لتوفير استخدام أكثر استدامة للأراضي وحماية التنوع البيولوجي للنظم الإيكولوجية الطبيعية.»
إن التحضر ليس مجرد ظاهرة حديثة فحسب، بل إنه تحول سريع وتاريخي للشبكة الاجتماعية البشرية على الصعيد العالمي، إذ تحل الثقافة ذات الطابع الحضري محل الثقافة التي يغلب عليها الطابع الريفي على نحو سريع. تمثل أول تغيير رئيسي في أنماط الاستيطان بالصيد وجمع الثمار في القرى منذ آلاف السنين. تتسم ثقافة القرية بالذرية المشتركة والعلاقات الحميمة والسلوك المجتمعي، بينما تتسم الثقافة الحضرية بالذرية البعيدة والعلاقات غير المألوفة والسلوك التنافسي. تشير التنبؤات إلى استمرار هذه الحركة غير المسبوقة لدى الأشخاص وتفاقمها خلال العقود القليلة المقبلة، إذ ستنتشر المدن إلى أحجام لم تكن متصورة قبل قرن. ونتيجة لذلك، اتبع منحنى النمو السكاني الحضري في العالم حتى وقت قريب نمط قطع زائد تربيعي.
واليوم، أصبحت التجمعات الحضرية في آسيا في كيهانشين، وطوكيو، وغوانزو، وكراتشي، وجاكرتا، ومومباي، وشانغهاي، ومانيلا، وسول، وبكين موطنًا بالفعل لأكثر من عشرين مليون نسمة، في حين من المتوقع أن تقترب دلهي من أربعين مليون نسمة أو تفوقها في عام 2035. تمثل المدن كطهران، وإسطنبول، ومكسيكو، وساو باولو، ولندن، وموسكو، ونيويورك، ولاغوس، ولوس أنجلوس، والقاهرة موطنًا لأكثر من 15 مليون نسمة لكل منها، أو ستصبح كذلك قريبًا.

## تاريخيًا
منذ تنمية أقدم المدن في بلاد الرافدين ومصر حتى القرن الثامن عشر، كان التوازن قائمًا بين الغالبية العظمى من السكان الذين كانوا يعملون في زراعة الكفاف في سياق ريفي، والتجمعات الصغيرة للسكان في المدن التي يتكون النشاط الاقتصادي فيها بصورة رئيسية من التجارة في الأسواق والسلع الصناعية على نطاق صغير. ونظرًا لحالة الركود البدائية والنسبية في الزراعة طيلة هذه الفترة، بقيت نسبة سكان الريف إلى سكان الحضر في حالة من الاتزان ثابت. بيد أنه يمكن تتبع الزيادة الكبيرة في النسبة المئوية لسكان الحضر في العالم في الألفية الأولى قبل الميلاد. وهناك زيادة أخرى كبيرة يمكن تتبعها إلى سلطنة مغول الهند، حيث عاش 15% من سكانها في التجمعات الحضرية خلال القرنين السادس عشر والسابع عشر، وهي أعلى من نسبة أوروبا في ذلك الوقت. وفي المقابل، كانت نسبة السكان الأوروبيين الذين يعيشون في المدن 8-13% في عام 1800.
بعد اندلاع الثورة الزراعية والصناعية البريطانية في أواخر القرن الثامن عشر، تفككت هذه العلاقة في نهاية المطاف وحدث نمو لم يسبق له مثيل في عدد سكان الحضر خلال القرن التاسع عشر، وذلك بفعل الهجرة المستمرة من المناطق الريفية والتحول الديمغرافي الهائل الذي حدث في ذلك الوقت. في إنجلترا وويلز، ارتفعت نسبة السكان القاطنين في المدن التي يزيد عدد سكانها عن عشرين ألف نسمة من 17% في عام 1801 إلى 54% في عام 1891. فضلًا عن ذلك، وبتبني تعريف أوسع نطاقًا للتحضر، يمكننا القول أنه في حين كان عدد سكان الحضر في إنجلترا وويلز يمثل 72% من الإجمالي في عام 1891، فإن الرقم بالنسبة لدول أخرى كان 37% في فرنسا، و41% في بروسيا، و28% في الولايات المتحدة.
مع تحرير العمال من العمل في الأرض نظرًا لارتفاع الإنتاجية الزراعية، تجمعوا في المدن الصناعية الجديدة مثل مانشستر وبرمنغهام التي كانت تشهد ازدهارًا في التجارة والحرف والصناعة. مكنت التجارة المتنامية في مختلف أنحاء العالم من استيراد الحبوب من أمريكا الشمالية واللحوم المبردة من أستراليا وأمريكا الجنوبية. بالإضافة إلى ذلك، اتسعت المدن نظرًا لتطور أنظمة المواصلات العمومية، مما يسر انتقال الطبقة العاملة لمسافات أطول إلى وسط المدينة.
انتشر التحضر بسرعة في مختلف أنحاء العالم الغربي، وبدأ بالترسخ في العالم النامي أيضًا منذ خمسينيات القرن العشرين. كان 15% فقط من سكان العالم يعيشون في المدن في مطلع القرن العشرين. وطبقاً للأمم المتحدة، فإن عام 2007 شهد نقطة التحول حين كان أكثر من 50% من سكان العالم يعيشون في المدن، للمرة الأولى في تاريخ البشرية.
نشرت جامعة ييل في يونيو من عام 2016 معطيات بشأن التحضر خلال الفترة الزمنية الممتدة من 3700 قبل الميلاد إلى 2000 بعد الميلاد، واستخدمت البيانات لصنع فيديو يبدي تطور المدن على مستوى العالم خلال الفترة الزمنية. ووضع علماء الآثار خريطة لأصول المراكز الحضرية وانتشارها في جميع أنحاء العالم.

## الأسباب
يحدث التحضر إما بصورة طبيعية أو مخطط لها كحصيلة للعمل الفردي والجماعي والحكومي. الحياة في مدينة ما قد تكون مفيدة على الصعيدين الثقافي والاقتصادي، وذلك لأنها من الممكن أن توفر فرصًا أعظم للوصول إلى سوق العمل والتعليم الأفضل والإسكان والظروف الأمنية، ومن شأنها أن تقلل من وقت النقل والمواصلات وتكاليفها. تمثل بعض الظروف مثل الكثافة والقرب والتنوع وتنافس الأسواق، عناصرًا من البيئة الحضرية التي تُعد إيجابية. بيد أن هنالك عدد من الظواهر الاجتماعية السلبية التي تؤدي إلى بروز زيادة كلفة المعيشة وتجهدها وتسبب التهميش الجماعي، وهي ظواهر ترتبط بأسلوب الحياة الحضري. يُنظر إلى تضخم الضواحي، التي يحدث في مدن الدول النامية الكبيرة، على أنها محاولة لموازنة هذه الجوانب السلبية للحياة الحضرية مع السماح في الوقت ذاته بالوصول إلى القدر الكبير من الموارد المشتركة.
تتمركز الأموال والخدمات والثروات والفرص في المدن. إذ يأتي أهل الريف إلى المدينة بحثًا عن رزقهم ولتغيير حالتهم الاجتماعية. تكون الشركات التجارية، التي توفر فرص العمل وتبادل رأس المال، أكثر تمركزًا في المناطق الحضرية. تتدفق الأموال الأجنبية إلى بلد ما من خلال الموانئ أو الأنظمة المصرفية، التي تقع عادة في المدن، سواء كان منشأها من التجارة أو السياحة.
ينتقل العديد من الأشخاص إلى المدن سعيًا إلى الحصول على الفرص الاقتصادية، إلا أن هذا لا يبرر كليًا ارتفاع معدلات التحضر للغاية في أماكن مثل الصين والهند. تُعتبر الهجرة الريفية عاملًا مساهمًا في التحضر. في المناطق الريفية، ولا سيما في المزارع العائلية الصغيرة أو المزارع الجماعية في القرى، كان الوصول إلى السلع المصنعة أمرًا صعبًا على مر الزمن، وإن كان طابع الحياة العامة شخصيًا للغاية، فقد تفوق بالتأكيد طابع الحياة في المدينة. تتعرض الحياة في المزارع للأوضاع البيئية التي لا يمكن التنبؤ بها، وفي أوقات الجفاف أو الفيضانات أو الفيضانات، قد يصبح البقاء مشكوكًا فيه.
في مقال نشر في صحيفة نيويورك تايمز عن الهجرة الحادة بعيدًا عن الزراعة في تايلاند، وُصفت حياة المُزارع بأنها «قاسية ومرهقة». «يقول الجميع أن المُزارع يعمل بجد ولكنه يحصل على أقل قدر من المال». وفي محاولة للتصدي لهذا الاعتقاد، تسعى وزارة الزراعة في تايلاند إلى تعزيز الاعتقاد الذي يصف الزراعة بأنها مهنة «محترمة وآمنة».

## المجتمعات المدنيّة المهيمنة
يمكن أن تستفيد المجتمعات المدنية المهيمنة لبلد معين كثيرًا من نفس الأشياء التي تقدمها المدن، مما يجعلها تستقطب ليس فقط السكان غير الحضريين، ولكن أيضًا سكان الحضر والضواحي من مدن أخرى. غالبًا ما تكون المجتمعات المدنية المهيمنة هي المدن الرئيسية، ولكن يجب ألَّا تكون كذلك. على سبيل المثال، تعد مانيلا الكبرى مجتمعًا مدنيًا أكثر مما هي مدينة؛ إذ يبلغ عدد سكانها الإجمالي 20 مليون نسمة (أكثر من 20% من السكان)، مما يجعلها تشبه إلى حد كبير المدن الرئيسية، لكن مدينة كويزون (2.7 مليون نسمة)، التي هي أكبر بلدية في مانيلا الكبرى، ومانيلا ( 1.6 مليون)، التي هي العاصمة، ليستا كذلك. يمكن قياس هيمنة التجمعات المدنية حسب النتاج والثروة، والسكان خصوصًا، ويُعبّر عن كل واحدة منها بنسبة مئوية للبلد بأكمله. سيول الكبرى هي إحدى التجمعات المدنية ذات هيمنة كبيرة في كوريا الجنوبية، فهي موطن لـ 50% من مجموع السكان داخل البلاد.
على الرغم من أن بوسان أولسان الكبرى (15% من مجموع السكان، مع 8 ملايين شخص) وأوساكا الكبرى (14% من مجموع السكان و18 مليونًا) أظهرتا هيمنة قوية في بلديهما، لكن ينقصهما عدد السكان بسبب منافسيهما الأكثر هيمنة، سول وطوكيو على التوالي.[بحاجة لمصدر]

## الآثار الاقتصادية

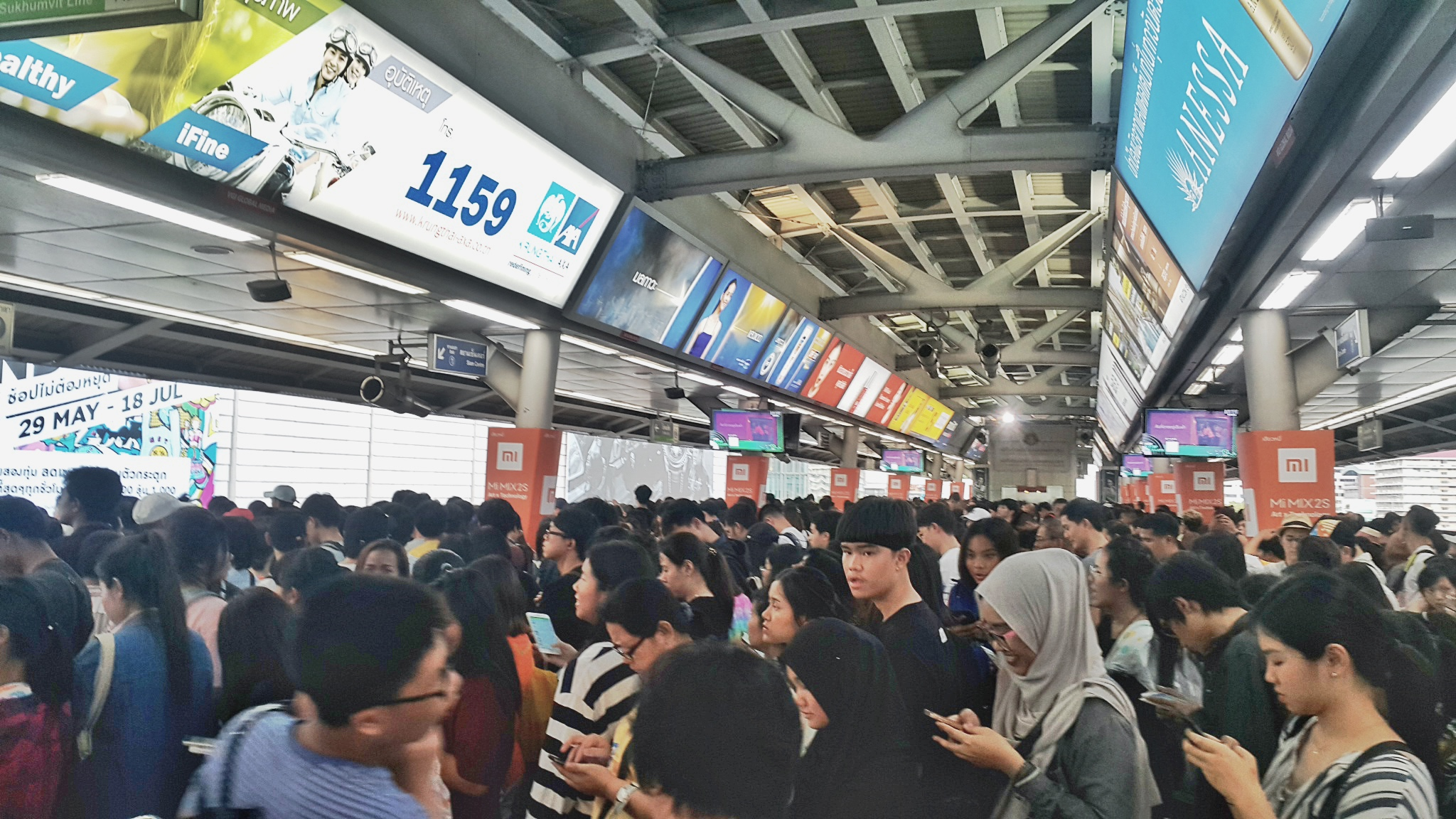
جانب من الازدحام في العاصمة التايلاندية بانكوك

مع تطور المدن، تضمنت الآثار الاقتصادية للتحضر زيادة هائلة وتغييرًا في التكاليف، وغالبًا ما أدت إلى تحديد أسعار الطبقة العاملة المحلية في السوق، بما في ذلك الموظفين مثل موظفي البلديات المحلية. على سبيل المثال، كتب إريك هوبسباوم كتاب «عصر الثورة: 1789-1848» (والذي نُشر في عامَي 1962 و2005) وجاء في الفصل 11 منه: «كان التطور الحضري في عصرنا (الذي امتد منذ عام 1789 حتى عام 1848) عملية عملاقة للفصل الطبقي، والتي دفعت العمال الفقراء إلى التوافد إلى مستنقعات كبيرة من البؤس خارج المراكز الحكومية والتجارية والمناطق السكنية الحديثة التي تقطنها الطبقة البرجوازية. تطور التقسيم الأوروبي شبه العالمي إلى جزء غربي «جيد» وشرقي «فقير» من المدن الكبرى في هذه الفترة». ويرجع ذلك على الأرجح إلى الرياح الجنوبية الغربية السائدة التي تحمل دخان الفحم وغيره من الملوثات المنقولة في الهواء مع اتجاه الريح، مما يجعل المناطق الغربية للبلدات أفضل من الشرقية منها. يوجد مشاكل مماثلة تؤثر الآن على البلاد النامية، وتزيد من عدم المساواة الناتجة عن اتجاهات التحضر السريع. إن الدافع وراء النمو الحضري السريع يمكن أن يؤدي إلى تنمية حضرية أقل إنصافًا. اقترحت مؤسسات الفكر والرأي مثل معهد التنمية لما وراء البحار سياسات تشجع نمو الصناعات الثقيلة (العمل الذي يتطلب عمالة كثيرة) كوسائل لاستيعاب تدفق العمالة منخفضة المهارة وغير الماهرة. إحدى المشكلات الناتجة عن هجرة هؤلاء العمال هي نمو المناطق العشوائية. في كثير من الحالات، لا يستطيع العمال المهاجرون من الريف إلى المناطق الحضرية ذوي المهارة المنخفضة أو غير المهرة، والذين جذبتهم الفرص الاقتصادية الموجودة في المناطق الحضرية، العثور على عمل وتوفير السكن في المدن ويتعين عليهم السكن في المناطق العشوائية. المشاكل الحضرية، إلى جانب تطويرات البنية التحتية، تزيد من تضخم الضواحي في الدول النامية، على الرغم من أن الاتجاه نحو المدن الأساسية في الدول المذكورة مستمر بالتزايد. غالبًا ما يُنظر إلى التحضر على أنه نزعة سلبية، ولكن هناك إيجابيات في تخفيض نفقات التنقل والسفر مع تحسين فرص العمل والتعليم والإسكان والنقل. يتيح العيش في المدن للأفراد والعائلات الاستفادة من فرص القرب والتنوع. في حين أن المدن لديها مجموعة متنوعة من الأسواق والسلع أكثر مما هو موجود في المناطق الريفية، لكن اكتظاظ البنية التحتية والاحتكار والتكاليف والنفقات العامة المرتفعة والرحلات المزعجة عبر المدن تجتمع بشكل متكرر لتجعل منافسة السوق أكثر صعوبة في المدن منها في المناطق الريفية.
في العديد من البلدان النامية التي يتطور فيها الاقتصاد، غالبًا ما يكون هذا التطور غير منتظم ويعتمد على عدد صغير من الصناعات. بالنسبة للشباب في هذه البلدان، توجد عدة عوائق مثل عدم القدرة على الوصول إلى الخدمات المالية والخدمات الاستشارية التجارية، وصعوبة الحصول على ائتمان لبدء عمل تجاري، والافتقار إلى مهارات تنظيم المشاريع، بهدف الحصول على الفرص المتاحة في هذه الصناعات. من الضروري استثمار رؤوس الأموال حتى يتسنى للشباب الوصول إلى التعليم والبنية التحتية الجيدة وتمكين الوصول إلى المرافق التعليمية من أجل التغلب على الحواجز الاقتصادية.

## الآثار البيئية
أصبح وجود الجزر الحرارية الحضرية مصدر قلق متزايد على مر السنين. تتشكل جزيرة الحرارة الحضرية عندما تنتج المناطق الصناعية والحضرية الحرارة وتحتفظ بها. تُستهلك كمية كبيرة من الطاقة الشمسية التي تصل إلى المناطق الريفية عن طريق عملية تبخر الماء من النباتات والتربة. في المدن، حيث يوجد عدد أقل من النباتات والتربة المكشوفة، تُمتص معظم طاقة الشمس من قبل المباني والإسفلت، مما يؤدي إلى ارتفاع درجات حرارة السطح. المركبات والمصانع ووحدات التدفئة والتبريد الصناعية والمحلية تطلق حرارة أكثر. نتيجة لذلك، غالبًا ما تكون المدن أكثر دفئًا بـ 1 إلى 3 درجات مئوية (1.8 إلى 5.4 درجة فهرنهايت) من الأرياف المحيطة بها. تشمل الآثار أيضًا تقليل رطوبة التربة وتقليل امتصاص انبعاثات غاز ثاني أكسيد الكربون.
في كتابه «الانضباط الكامل للأرض»، يقول ستيوارت براند أن تأثيرات التحضر إيجابية في المقام الأول للبيئة؛ فأولًا، ينخفض معدل الولادات لسكان المدن الجدد على الفور إلى معدل الاستبدال ويستمر في الانخفاض، مما يقلل من الضغوط البيئية الناجمة عن النمو السكاني، وثانيًا، تقلل الهجرة من المناطق الريفية من أساليب زراعة الكفاف (أو زراعة الاكتفاء الذاتي) ذات الآثار المدمرة، مثل زراعة القطع والحرق التي تُنفّذ بشكل غير صحيح.
قد يحسن التحضر من جودة البيئة نتيجة لأسباب عديدة، على سبيل المثال، يزيد التحضر من مستويات الدخل التي تشجع قطاع الخدمات الصديقة للبيئة وتزيد من الطلب على المنتجات الخضراء والمتوافقة مع البيئة. إضافة لذلك، يحسن التحضر من التميز البيئي من خلال مرافق فائقة الجودة ومستويات معيشة أفضل في المناطق الحضرية مقارنة بالمناطق الريفية. أخيرًا، يؤدي التحضر إلى الحد من انبعاثات التلوث عن طريق زيادة البحث والتطوير والابتكارات.
في كتاب «صفر كربون: تخيل المدن التي يمكن أن تنقذ الكوكب»، يتحدث أليكس ستيفن أيضًا عن الفوائد البيئية لزيادة مستوى التحضر.
في يوليو 2013، حذر تقرير صادر عن إدارة الشؤون الاقتصادية والاجتماعية بالأمم المتحدة  من أنه بوجود 2.4 مليار شخص إضافي بحلول عام 2050، سيتعين زيادة كمية الأغذية المنتجة بنسبة 70%، مما سيجهد الموارد الغذائية، وخاصة في البلدان التي سبق أن واجهت انعدام في الأمن الغذائي بسبب الظروف البيئية المتغيرة. وفقًا لخبراء الأمم المتحدة فإن وجود مزيج من الظروف البيئية المتغيرة وتزايد عدد سكان المناطق الحضرية سوف يجهد أنظمة الصرف الصحي الأساسية والرعاية الصحية، وربما يتسبب في كارثة إنسانية وبيئية.